# Spullersee

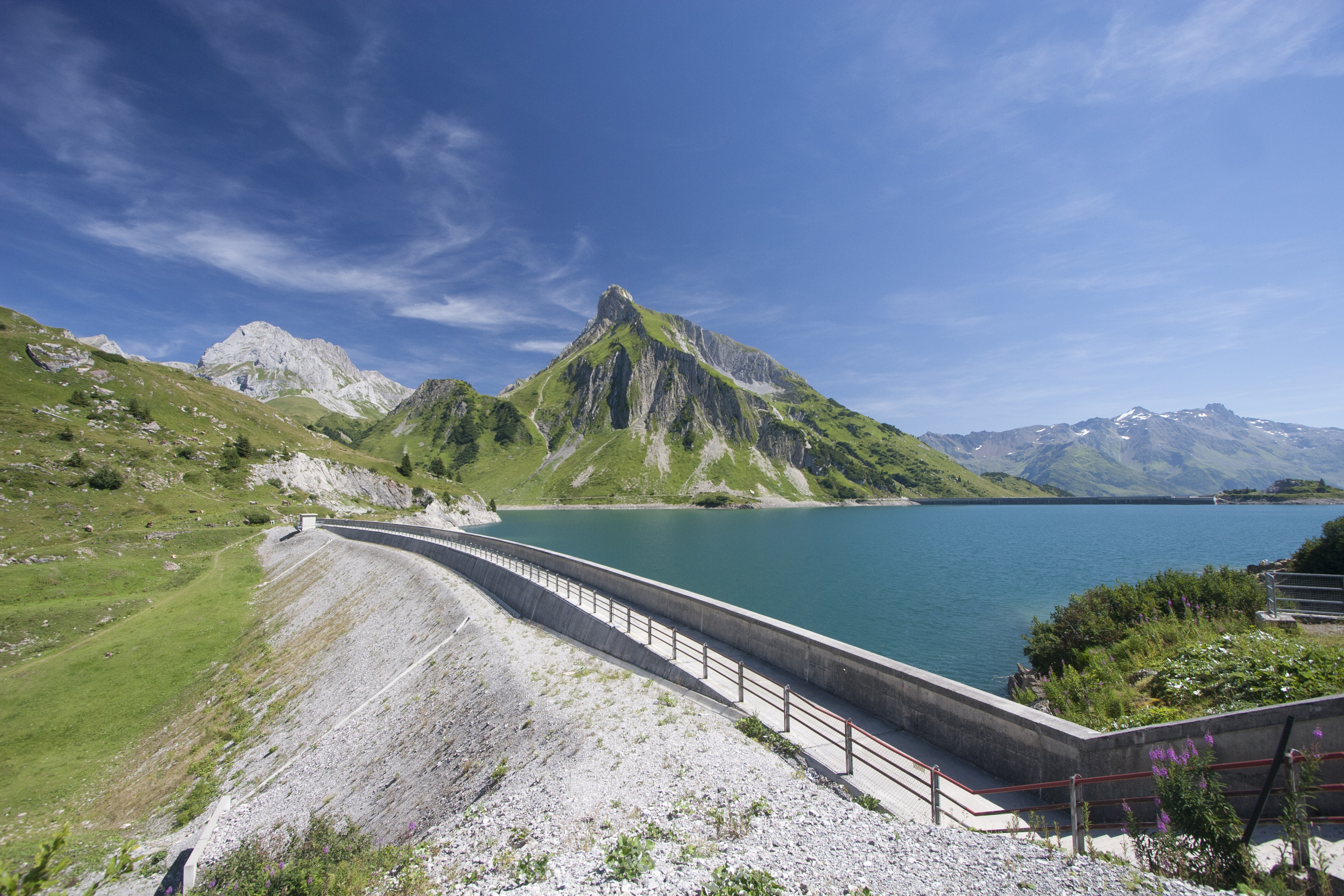
Spullersee v srpnu 2013

Spullersee je vysokohorské přehradní jezero v rakouské spolkové zemi Vorarlbersko vybudované v letech 1919 - 1925 za účelem získání elektrické energie pro elektrifikaci zdejších železnic.
Spullersee se nalézá v nadmořské výšce 1862 m v Lechquellengebirge a je známé mezi rybáři jako populární letní loviště pstruhů.
Spullersee slouží k zadržování vody v Alpách a k tlumení povodňových špiček a tím k omezení povodňových škod. Spullersee slouží jako vodní elektrárny k výrobě špičkové energie. Tři nadzemní potrubí přívodního potrubí o průměru 650 mm až 950 mm přivádějí vodu turbinám v elektrárně umístěné v údolí v nadmořské výšce 1 019 m. Elektrárna má výkon 36 MWh a vyrobí ročně 46,7 GWh elektrické energie.
V letech 2002 - 2005 byly tři čtvrtiny viditelného povrchu obou jejích betonových přehrad zakryty zeminou tak, aby bylo možné jejich pokrytí přirozenou alpskou florou.